# فرودگاه بین‌المللی ولگاگراد
فرودگاه بین‌المللی ولگاگراد (به انگلیسی: Volgograd International Airport) یک فرودگاه همگانی با کد یاتا VOG است که یک باند فرود آسفالت دارد و طول باند آن ۲۵۰۰ متر است. این فرودگاه در شهر ولگوگراد کشور روسیه قرار دارد و در ارتفاع ۱۴۷ متری از سطح دریا واقع شده‌است.

## شرکت‌های هواپیمایی و مقصدهای پروازی
| شرکت‌های هواپیمایی                 | مقصدهای پروازی    | Terminal |
| --------------------------------- | ----------------- | -------- |
| آئروفلوت                          | شرمتیوو           | C        |
| آئروفلوت اجرا توسط روسیه ایرلاینز | فصلی: سیمفروپول   | C        |
| اطلس گلوبال                       | آتاترک            | -        |
| الین‌ایر                           | فصلی: سالونیک     | -        |
| Nordavia                          | پالکوو فصلی: سوچی | C        |
| نوردویند ایرلاینز                 | زوارتنوتس         | -        |
| انور ایر                          | آتاترک            | -        |
| پگاسوس ایرلاینز                   | صبیحه گوکچن       | -        |
| Pegas Fly                         | شرمتیوو           | C        |
| پابیدا                            | ونوکووا، پالکوو   | C        |
| اس۷ ایرلاینز                      | دوموده‌دوو         | C        |